# Theodore
Theodore is een plaats (census-designated place) in de Amerikaanse staat Alabama, en valt bestuurlijk gezien onder Mobile County.

## Demografie
Bij de volkstelling in 2000 werd het aantal inwoners vastgesteld op 6811.

## Geografie
Volgens het United States Census Bureau beslaat de plaats een oppervlakte van
30,9 km², geheel bestaande uit land. Theodore ligt op ongeveer 19 m boven zeeniveau.

## Plaatsen in de nabije omgeving
De onderstaande figuur toont de plaatsen in een straal van 32 km rond Theodore.